# Toblerone
Toblerone je švýcarská značka čokolády. Charakteristický je pro ni tvar tyčinky s trojúhelníkovým průřezem, jednotlivé kousky jsou odděleny a dají se odlamovat. Čokoláda obsahuje drobné křupavé kousky medovo-mandlového nugátu. Vyrábějí se různé varianty: mléčná, hořká, bílá nebo Fruit and Nut s ovocem a oříšky. Prodává se v krabičkách z tuhého papíru barevně odlišených podle druhu čokolády.

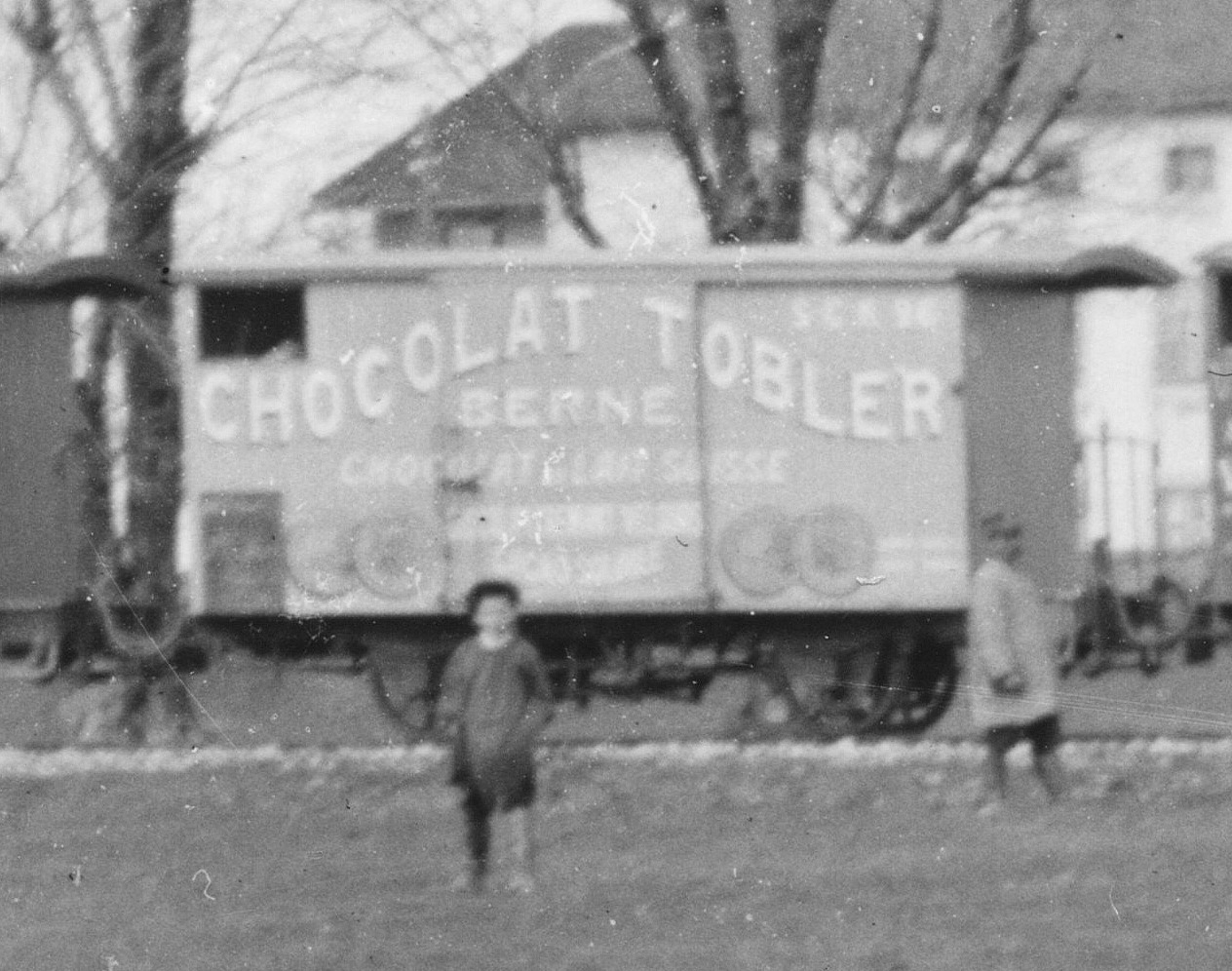
Toblerone (1932).

Toblerone začali vyrábět v Bernu v roce 1908 Theodor Tobler a Emil Baumann a o rok později si ji zaregistrovali jako ochrannou známku. Název vznikl spojením Toblerova příjmení a italského výrazu torrone (turecký med). Trojúhelníkový tvar čokolády je inspirován švýcarskými horami, logo firmy nese obraz Matterhornu a medvěda, který je v bernském městském znaku. Tobler byl vizionářským podnikatelem, propagoval používání umělého jazyka ido a zavedl pro své zaměstnance řadu pokrokových sociálních opatření. V roce 1970 se firma spojila s rakouským koncernem Suchard, od roku 1990 je majetkem americké společnosti Kraft Foods (od roku 2012 pod oficiálním názvem Mondelēz International). Je to jediná tradiční švýcarská čokoláda, která se ještě vyrábí na švýcarském území. V původní tovární budově sídlí Bernská univerzita a výroba byla přestěhována na předměstí Brünnen. Od konce roku 2023 plánuje Mondelēz International rozběh omezené výroby tyčinek Toblerone na Slovensku, přičemž bude používat novou podobu obalu tyčinek, kde bude uvedeno, že značka Toblerone byla „vyrobeno ve Švýcarsku“. Podle švýcarskych pravidel se nedají produkty vyráběné v zahraničí označit jako „švýcarské“. Na Slovensku se má Toblerone vyrábět v Bratislavě, v bývalém závodu Figaro, který Mondelēz vlastní. Kromě jiného v něm vyrábí také čokolády Milka.

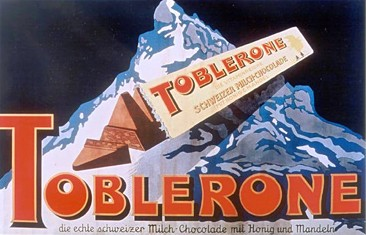

Od roku 2008 pořádá firma na oslavu svého výročí Toblerone-Schoggifest, na kterém se konzumuje tyčinka čokolády vážící tolik kilogramů, kolik je Toblerone let.
V roce 1995 zahýbala švédskou politikou takzvaná Aféra Toblerone: místopředsedkyně vlády Mona Sahlinová byla obviněna, že použila služební kreditní kartu k nákupu luxusního zboží pro vlastní potřebu, mimo jiné právě čokolády Toblerone.